# 神原大地
神原 大地（かんばら だいち、1983年8月30日 - ）は、日本の男性声優。大阪府出身。所属フリー。

## 略歴
声優になる最初のきっかけはラジオで偶然聞いていた菅原祥子の番組がとても面白かったことだが、この時は菅原をラジオパーソナリティとしか認識していなかった。中学2年生ぐらいの時に、『ときめきメモリアル』が部活内で流行しており、プレイしていた。クリアしたところ、声優のフリートークが聴けるようになり、その時に聴いていたあのキャラクターの声優の声に聴き覚えがあり、その時にラジオのパーソナリティを担当していた菅原が『ときめきメモリアル』に出演していることを知った。その時はその人物が声優だったことは無知で、「この人はなぜゲームのお仕事をやってるんだろう?」と思った。その後は声優を調べて、いくうちにどんどん興味が湧いて、「この仕事がしたい」と思うようになった。
憧れの菅原が通っていた養成所というのが一番の理由だったこと、同時に週1回3時間のレッスンで高校生活との両立もでき、レッスン料が手頃だったこと、週1回のレッスンで有名声優を多数輩出している実績があったため、「チャンスは十分あるはず。あとは自分が頑張るだけ!」と考えて日本ナレーション演技研究所の入所を決める。体験レッスンに参加してストレッチなどの基礎的な内容を約2時間しており、それだけでかなりキツかったものの、その時に「声優ってスゴイ!」と実感。同演技研究所に入所するまでは自主練習をしていた。高校2年生の時に同演技研究所大阪校基礎科に入所し、翌年には本科に進級。入所直後は精神面が大変で、演技のレッスンの手を挙げて発表することが内向的な性格だった神原には中々できず、まず人前に出る抵抗感を克服することから始める。徐々に社交性や積極性が身に付いたものの、毎回試行錯誤の連続だったこともあり、講師に質問したり、仲間の演技をチェックしたり、日常生活で演技のヒントを探したりしていた。そうしていくうちに、演技の魅力に熱中してしまったという。
早稲田大学文学部哲学コースに進学を機に大阪府から上京して、同演技研究所東京校研修科に進む。研修科時代に所内オーディションを受けて合格して、アイムエンタープライズに所属が決まった。通っていた大学については演劇が盛んな学校で、当初は芝居、演劇関連のことを学べるコースがある学部に進学したかった。1年浪人して1年間の浪人生活の中で、考えが変わっていき、その時は、受験勉強と声優の勉強を同時にしていたが、受験勉強が上手くいかない時、声優の勉強が上手くいったりしていた。その逆もあり、役が上手くつかめなく困っていた時に、受験勉強をしていると視点が変えられて良い演技ができたりしていた。そういう経験をして、受験生活を終えた時に「そこでさらに演劇を学んで、ずーっと4年間芝居漬けになったら、芝居で煮詰まった時に自分は気持ちの切り替えができるのかな」と考えていた。「だったら、受験生の時みたいに声優とは全然関係ない分野の勉強をしよう」「もともとちょっと興味があった哲学をやってみようか」と思い、大学生活では声優の勉強と大学の勉強を上手く両立できたように思った。
ドラマCD『高校デビュー』で声優デビュー。
2022年4月30日、デビューから17年所属していた、アイムエンタープライズを退所し、翌・5月1日よりフリーで活動することを発表。

## 人物
中学時代まではバスケットボールを題材にしたある漫画を読んだことから、バスケットボールをしていた。
日本ナレーション演技研究所では講師としても活動。
趣味は音楽鑑賞、料理、野球観戦、水泳、バスケットボール。特技はものまね。
大学時代に取りたかった図書館司書の資格も取得している。

## 出演
太字はメインキャラクター。

### テレビアニメ
2005年
- SHUFFLE!（生徒達）

2007年
- セイント・ビースト〜光陰叙事詩天使譚〜（妖樹天使、下位天使）

2009年
- CLANNAD 〜AFTER STORY〜（客）
- けいおん!（初恋の人）
- WHITE ALBUM（男B）

2010年
- ジュエルペット てぃんくる☆（バスケ部副部長）
- 伝説の勇者の伝説（ロル）
- メタルファイト ベイブレード 爆（ブレーダーB）

2011年
- THE IDOLM@STER（伊集院北斗、いぬ美）
- 戦国☆パラダイス -極-（直江兼続）

2012年
- カードファイト!! ヴァンガード シリーズ（2012年 - 2019年、蒼龍レオン） - 6シーズン
- カンピオーネ! 〜まつろわぬ神々と神殺しの魔王〜（市民B）
- SKET DANCE（カツアゲ犯）

2013年
- ガンダムビルドファイターズ（男子生徒）

2014年
- ノブナガン（森蘭丸、先生）

2015年
- 俺物語!!（下級生4）
- みにヴぁん（蒼龍レオン）

2016年
- ALL OUT!!（諏訪勇作）

2017年
- アイドルマスター SideM（伊集院北斗） - 1シリーズ + 特別編

2018年
- アイドルマスター SideM 理由あってMini!（伊集院北斗）

2019年
- 爆丸バトルプラネット（2019年 - 2020年、ハウルカー / ハイパーハウルカー、イー、市長、パイロット、主任研究員 他）
- けだまのゴンじろー（聖ニャ）

2020年
- number24（東坂虎之進）

2022年
- 佐々木と宮野（半澤雅臣）

2023年
- 七つの魔剣が支配する（トゥリオ＝ロッシ）

2025年
- 魔法使いの約束（カイン）

### 劇場アニメ
- THE IDOLM@STER MOVIE 輝きの向こう側へ!（2014年、伊集院北斗）
- 劇場版 カードファイト!! ヴァンガード ネオンメサイア（2014年、蒼龍レオン）

### OVA
- THE IDOLM@STER SHINY FESTA ハニーサウンド（2012年、伊集院北斗）
- 嘘喰い（2012年、梶隆臣[22]）※単行本26巻の限定版に付属。
- せいせいするほど、愛してる（2017年、宮沢綾[23]）

### Webアニメ
- +チック姉さん（2011年、真田、野球部員A）
- フィンたん（2017年、アナウンサー）
- 爆丸アーマードアライアンス（2020年 - 2021年、ハウルカー[24]、ハウルカー×アクオス[25]、ハウルカー×オーレラス[26]）
- 爆丸ジオガンライジング（2021年、イー）
- 爆丸エボリューションズ（2022年 - 2023年、ハウルカー[27]、ゲートクラッシャーズ[28]、ハウルカー ストレングモード[29]、ハウルカー スピードモード[30]、兵士[31]、ゲートクラッシャーズA）
- 爆丸レジェンズ（2023年、ハウルカー[32]）

### ゲーム
2006年
- ときめきメモリアル Girl's Side 2nd Kiss（クリストファー・ウェザーフィールド）
- 龍刻 RYU-KOKU（ポコちゃん）

2007年
- ときめきメモリアル Girl's Side 2nd Kiss タイピング（クリストファー・ウェザーフィールド）
- ♂モット!!恋愛主義♀「Lovers Lesson」（成田陸）

2008年
- ときめきメモリアル Girl's Side 2nd Season（クリストファー・ウェザーフィールド）

2009年
- ♂モット!!恋愛主義♀「幻影棟」（クラウン）

2011年
- THE IDOLM@STER 2（伊集院北斗）
- Starry☆Sky 〜After Summer〜（常陸渉）
- 静寂に電気鋸（高杉龍馬）

2013年
- AKIBA'S TRIP2（天羽禅夜）
- カードファイト!! ヴァンガード ライド トゥ ビクトリー!!（蒼龍レオン）

2014年
- 12歳。〜ほんとのキモチ〜（浅野誠人）

2015年
- アイドルマスター SideM（2015年 - 2023年、伊集院北斗）
- ジョジョの奇妙な冒険 アイズオブヘブン（噴上裕也）
- BAD APPLE WARS（ヨウ）

2016年
- カードファイト!! ヴァンガードG ストライド トゥ ビクトリー!!（蒼龍レオン）
- ファンタシースターオンライン2 es（ブルーノ、迅雷）

2017年
- キズナストライカー（文生いさな）
- アイドルマスター SideM LIVE ON ST@GE!（2017年 - 2020年、伊集院北斗）

2018年
- 真・三國無双8（郭嘉）
- 無双OROCHI3（郭嘉）

2019年
- 魔法使いの約束（カイン）

2020年
- キューピット・パラサイト（オーウェン・ヘリオット）

2021年
- アイドルマスター ポップリンクス（伊集院北斗）
- アイドルマスター SideM GROWING STARS（2021年 - 2023年、伊集院北斗）
- 鬼滅の刃 ヒノカミ血風譚
- 真・三國無双8 Empires（郭嘉）

2025年
- 真・三國無双 ORIGINS（郭嘉）

### ドラマCD
2005年
- 高校デビュー

2006年
- ときめきメモリアル Girl's Side 2nd Kiss シリーズ（クリストファー・ウェザーフィールド）
  - 短編ドラマ集 〜Seaside Sketch〜
  - オリジナルサウンドトラック

2009年
- ときめきメモリアル Girl's Station ドラマCD feat. 2nd Season Characters（クリストファー・ウェザーフィールド）

2010年
- 佐藤家へようこそ! 〜スーパーフレッスィを出てまっすぐ徒歩7分〜（佐久間葵）
- ネガポジ〜梶原直己の初恋?〜（富永まさる）

2011年
- 猫科男子のしつけ方（中嶋）※『カグヤSPADE』2011年2月号付録

2012年
- 戦国☆パラダイス -極- 第二巻 はんにゃもんにゃのドラマCD（直江兼続）

2015年
- THE IDOLM@STER SideM ST@RTING LINE -02 DRAMATIC STARS（伊集院北斗）

2016年
- THE IDOLM@STER PLATINUM MASTER 02 僕たちのResistance（いぬ美）

2017年
- ときめきメモリアル Girl’s Side Voice Collection -15th Anniversary BOX- （クリストファー・ウェザーフィールド）

2022年
- Fairy-AID CD Theater vol.5 Arisa（皇勝利）

### BLCD
2009年
- 少年花嫁 5  花と香木の宵（八雲）
- 美しいこと2 愛しいこと（篠崎）

2010年
- #000000ウルトラブラック Love Me Tender / Missing Link
- 兄弟の事情（高校生）

2011年
- 地獄めぐり 下（寿、釈迦、鬼B）
- 恋愛年齢（リョウ）

2012年
- 召し上がれ愛を（葉山）
- ヤンデレ天国BL〜真誠学園家庭教師編〜（樋口りつ）

2013年
- 第二ボタン下さい（大葉）

2018年
- アンビバレンス（相良慧）

2021年
- パーフェクトプロポーズ（金子）

### オーディオドラマ
- ときめきメモリアル Girl's Station 「遊くん奮闘記」（2009年、クリストファー・ウェザーフィールド）
- O＊G＊A 鬼ごっこロワイアル（2011年、出雲・クリサリス・悠季）
- アイドルマスター SideM「315 PASSION CONTENTS」（2024年、伊集院北斗） - 2作品[一覧 2]

### デジタルコミック
- VOMIC 嘘喰い（2010年、梶隆臣）
- VOMIC ニセコイ（2012年、舞子集）
- VOMIC ハイキュー!!（2012年、泉行高[48]）

### オーディオブック
- 悪人(上)(下)（2017年、清水祐一）
- あおい（2020年、「サムのこと」の朗読[49]）

### 吹き替え
- WITHOUT A TRACE/FBI 失踪者を追え!（ショーン #78、ダーネル#93）
- ウォーロード/男たちの誓い
- ウルフクリーク/猟奇殺人谷
- きみはペット（チ・ウンス）
- スイート・ライフ オン・クルーズ #6

### ラジオ
※はインターネット配信。
- アイドルマスター SideM ラジオ 315プロNight!（2019年、ニコニコ生放送※）
- 神原大地・赤羽根健治のカンバネラ放送局（2019年 - 、ニコニコ生放送※）
- THE IDOLM@STER MUSIC ON THE RADIO（2019年、ニコニコ生放送※） - アシスタントパーソナリティー[50]
- 糸曽賢志のファンタジーユニバ！（2019年 - 2020年、文化放送）

### 動画番組
- オレ達のトレンドクエスト（2020年、ONSTAGE オンステージ）

### ラジオCD
- ラジオCD「立ち上がれ!僕らのヴァンガード」Vol.6

### 朗読劇
- THE IDOLM@STER SideM PASSIONABLE READING SHOW -超常事変〜対立スル正義〜-（2023年3月11日、武蔵野の森総合スポーツプラザ メインアリーナ） - 伊集院北斗 役[51]
- THE IDOLM@STER SideM PASSIONABLE READING SHOW ～天地四心伝～（2024年2月10日、幕張イベントホール） - 伊集院北斗 役[52]

### その他コンテンツ
- 日本公認会計士協会 職業紹介DVD「転校生は公認会計士!」（ケンタ）

## ディスコグラフィ

### キャラクターソング
| 発売日   | 商品名                                                                                    | 歌 | 楽曲                                                                       | 備考                                                                                               |
| 2007年   | 2007年                                                                                    | 2007年 | 2007年                                                                     | 2007年                                                                                             |
| -------- | ----------------------------------------------------------------------------------------- | --- | -------------------------------------------------------------------------- | -------------------------------------------------------------------------------------------------- |
| 6月27日  | ときめきメモリアル Girl’s Side 2nd Kiss ドラマ&イメージソングアルバム Vol.3               | クリストファー・ウェザーフィールド（神原大地） | 「GRACE」                                                                  | ゲーム『ときめきメモリアル Girl's Side 2nd Kiss』関連曲                                            |
| 2011年   |                                                                                           | |                                                                            | |
| 11月23日 | THE IDOLM@STER Jupiter                                                                    | Jupiter | 「Alice or Guilty（M@STER VERSION）」 「恋をはじめよう（M@STER VERSION）」 | ゲーム『THE IDOLM@STER 2』関連曲                                                                   |
| 11月23日 | THE IDOLM@STER Jupiter                                                                    | 伊集院北斗（神原大地） | 「結晶〜Crystal Dust〜」                                                   | ゲーム『THE IDOLM@STER 2』関連曲                                                                   |
| 2015年   |                                                                                           | |                                                                            | |
| 4月15日  | THE IDOLM@STER SideM ST@RTING LINE -01 Jupiter                                            | Jupiter | 「BRAND NEW FIELD」 「Planet scape」 「DRIVE A LIVE」                      | ゲーム『アイドルマスター SideM』関連曲                                                             |
| 2016年   |                                                                                           | |                                                                            | |
| 10月5日  | THE IDOLM@STER SideM 2nd ANNIVERSARY DISC 03 Jupiter＆W                                   | Jupiter & W | 「カレイド TOURHYTHM」                                                     | ゲーム『アイドルマスター SideM』関連曲                                                             |
| 10月5日  | THE IDOLM@STER SideM 2nd ANNIVERSARY DISC 03 Jupiter＆W                                   | Jupiter | 「GLORIA MOMENT」                                                          | ゲーム『アイドルマスター SideM』関連曲                                                             |
| 2017年   |                                                                                           | |                                                                            | |
| 2月1日   | Beyond The Dream                                                                          | 315プロダクション所属アイドル | 「Beyond The Dream」                                                       | ゲーム『アイドルマスター SideM』テーマソング                                                       |
| 2月1日   | Beyond The Dream                                                                          | 315プロダクション所属アイドル（インテリ） | 「Beyond The Dream」                                                       | ゲーム『アイドルマスター SideM』テーマソング                                                       |
| 2月10日  | THE IDOLM@STER SideM 2nd ANNIVERSARY SOLO COLLECTION                                      | 伊集院北斗（神原大地） | 「GLORIA MOMENT」                                                          | ゲーム『アイドルマスター SideM』関連曲                                                             |
| 4月26日  | THE IDOLM@STER SideM ORIGIN@L PIECES 04                                                   | 伊集院北斗（神原大地） | 「ROMANTIC SHAKER」                                                        | ゲーム『アイドルマスター SideM』関連曲                                                             |
| 11月15日 | THE IDOLM@STER SideM ANIMATION PROJECT 01「Reason‼」                                      | 315 STARS（DRAMATIC STARS、Beit、S.E.M、High×Joker、W、Jupiter） | 「Reason‼」                                                                | テレビアニメ『アイドルマスター SideM』オープニングテーマ                                           |
| 11月15日 | THE IDOLM@STER SideM ANIMATION PROJECT 01「Reason‼」                                      | DRAMATIC STARS、S.E.M、Jupiter | 「流星PARADE」                                                             | テレビアニメ『アイドルマスター SideM』エンディングテーマ                                           |
| 11月22日 | THE IDOLM@STER Prologue SideM -Episode of Jupiter- BD・DVD 特典CD「Jupiter's Trajectory」 | Jupiter | 「DIVE to GRAVITATION」 「Alice or Guilty –Indies Live Arrange-」          | テレビアニメ『アイドルマスター SideM』関連曲                                                       |
| 2018年   |                                                                                           | |                                                                            | |
| 1月17日  | THE IDOLM@STER SideM ANIMATION PROJECT 05「Over AGAIN」                                   | Jupiter | 「Over AGAIN」                                                             | テレビアニメ『アイドルマスター SideM』エンディングテーマ                                           |
| 1月17日  | THE IDOLM@STER SideM ANIMATION PROJECT 05「Over AGAIN」                                   | Jupiter | 「Reason!!」                                                               | テレビアニメ『アイドルマスター SideM』関連曲                                                       |
| 1月31日  | THE IDOLM@STER SideM ANIMATION PROJECT 08「GLORIOUS RO@D」                                | 315 STARS（DRAMATIC STARS、Beit、S.E.M、High×Joker、Jupiter） | 「Beyond The Dream（第2話 Ver）」                                          | テレビアニメ『アイドルマスター SideM』エンディングテーマ                                           |
| 1月31日  | THE IDOLM@STER SideM ANIMATION PROJECT 08「GLORIOUS RO@D」                                | 315 STARS（DRAMATIC STARS、Beit、S.E.M、High×Joker、W、Jupiter） | 「DRIVE A LIVE（第13話 Ver）」                                             | テレビアニメ『アイドルマスター SideM』エンディングテーマ                                           |
| 1月31日  | THE IDOLM@STER SideM ANIMATION PROJECT 08「GLORIOUS RO@D」                                | 315 STARS（DRAMATIC STARS、Beit、S.E.M、High×Joker、W、Jupiter） | 「GLORIOUS RO@D」                                                          | テレビアニメ『アイドルマスター SideM』挿入歌                                                       |
| 2月28日  | アイドルマスター SideM BD・DVD第3巻特典CD 315 St@rry Collaboration 03 〜S.E.M&Jupiter〜   | S.E.M、Jupiter | 「Secret!Playful!Drive!」                                                  | テレビアニメ『アイドルマスター SideM』関連曲                                                       |
| 2月28日  | アイドルマスター SideM BD・DVD第3巻特典CD 315 St@rry Collaboration 03 〜S.E.M&Jupiter〜   | Jupiter | 「スマイル・エンゲージ」                                                   | テレビアニメ『アイドルマスター SideM』関連曲                                                       |
| 3月28日  | 真・三國無双8キャラクターソング集I〜Serioso（セリオーソ）〜                               | 郭嘉（神原大地） | 「Never Ending Celebration」                                               | ゲーム『真・三國無双8』関連曲                                                                      |
| 12月19日 | THE IDOLM@STER SideM WakeMini! MUSIC COLLECTION 03                                        | 315 STARS（インテリ Ver.） | 「POKER FAITH -ポーカーフェイス-」                                         | テレビアニメ『アイドルマスター SideM 理由あってMini!』エンディングテーマ                           |
| 2019年   |                                                                                           | |                                                                            | |
| 2月6日   | THE IDOLM@STER SideM WORLD TRE@SURE 06                                                    | 伊集院北斗（神原大地）、都築圭（土岐隼一）、冬美旬（永塚拓馬）、アスラン＝ベルゼビュートII世（古川慎） | 「Hallo, Freunde!」 「MEET THE WORLD!（GERMANY Ver.）」                    | ゲーム『アイドルマスター SideM LIVE ON ST@GE!』関連曲                                              |
| 3月15日  | THE IDOLM@STER SideM WakeMini! SOLO COLLECTION 03 INTELLIGENCE Ver.                       | 伊集院北斗（神原大地） | 「POKER FAITH -ポーカーフェイス-」                                         | テレビアニメ『アイドルマスター SideM 理由あってMini!』関連曲                                       |
| 5月10日  | THE IDOLM@STER SideM 4th ANNIVERSARY DISC「LIVE in your SMILE / DREAM JOURNEY」           | DRAMATIC STARS、Jupiter、Beit、High×Joker、Café Parade、もふもふえん、F-LAGS | 「DREAM JOURNEY」                                                          | ゲーム『アイドルマスター SideM』関連曲                                                             |
| 12月18日 | THE IDOLM@STER SideM 5th ANNIVERSARY DISC 01 PRIDE STAR                                   | 315 ALLSTARS | 「PRIDE STAR」 「DRIVE A LIVE」 「Reason!!」 「GLORIOUS RO@D」             | ゲーム『アイドルマスター SideM』関連曲                                                             |
| 2020年   |                                                                                           | |                                                                            | |
| 3月6日   | THE IDOLM@STER SideM 5th ANNIVERSARY UNIT COLLECTION -PRIDE STAR-                         | Jupiter | 「PRIDE STAR」                                                             | ゲーム『アイドルマスター SideM』関連曲                                                             |
| 8月5日   | THE IDOLM@STER SideM 5th ANNIVERSARY DISC 06 Jupiter&Beit&THE 虎牙道                      | Jupiter | 「運命光年」                                                               | ゲーム『アイドルマスター SideM』関連曲                                                             |
| 8月5日   | THE IDOLM@STER SideM 5th ANNIVERSARY DISC 06 Jupiter&Beit&THE 虎牙道                      | Jupiter、Beit、THE 虎牙道 | 「いつかのトライアングル」                                                 | ゲーム『アイドルマスター SideM』関連曲                                                             |
| 8月26日  | THE IDOLM@STER SideM 5th ANNIVERSARY SOLO COLLECTION 05                                   | 伊集院北斗（神原大地） | 「運命光年」                                                               | ゲーム『アイドルマスター SideM』関連曲                                                             |
| 11月4日  | THE IDOLM@STER SideM NEW STAGE EPISODE:03 Jupiter                                         | Jupiter | 「Radiant Letter」 「NEXT STAGE!」                                         | ゲーム『アイドルマスター SideM』関連曲                                                             |
| 2021年   |                                                                                           | |                                                                            | |
| 2月7日   | THE IDOLM@STER SideM UNIT COLLECTION -MEET THE WORLD!-                                    | 315 ALLSTARS | 「MEET THE WORLD!」                                                        | ゲーム『アイドルマスター SideM』関連曲                                                             |
| 2月7日   | THE IDOLM@STER SideM UNIT COLLECTION -MEET THE WORLD!-                                    | Jupiter | 「MEET THE WORLD!」                                                        | ゲーム『アイドルマスター SideM』関連曲                                                             |
| 9月29日  | THE IDOLM@STER SideM GROWING SIGN@L 01 Growing Smiles!                                    | 315 ALLSTARS | 「Growing Smiles!」 「DRIVE A LIVE」 「Beyond The Dream」 「NEXT STAGE!」  | ゲーム『アイドルマスター SideM GROWING STARS』関連曲                                               |
| 2022年   |                                                                                           | |                                                                            | |
| 1月8日   | THE IDOLM@STER SideM UNIT COLLECTION -Growing Smiles!-                                    | Jupiter | 「Growing Smiles!」                                                        | ゲーム『アイドルマスター SideM GROWING STARS』関連曲                                               |
| 3月12日  | THE IDOLM@STER SideM PASSION@TE FORMATION -INTELLIGENCE-                                  | 315 STARS（インテリVer.） | 「ANYWHERE」                                                               | ゲーム『アイドルマスター SideM GROWING STARS』関連曲                                               |
| 3月12日  | THE IDOLM@STER SideM PASSION@TE FORMATION -INTELLIGENCE-                                  | 伊集院北斗（神原大地） | 「ANYWHERE」                                                               | ゲーム『アイドルマスター SideM GROWING STARS』関連曲                                               |
| 10月5日  | THE IDOLM@STER SideM GROWING SIGN@L 12 Jupiter                                            | Jupiter | 「Inner Dignity」 「Before long, DELIGHT」                                 | ゲーム『アイドルマスター SideM GROWING STARS』関連曲                                               |
| 11月23日 | THE IDOLM@STER SideM 49 ELEMENTS 05 Jupiter                                               | Jupiter | 「SPACY PARADISE」                                                         | ゲーム『アイドルマスター SideM GROWING STARS』関連曲                                               |
| 11月23日 | THE IDOLM@STER SideM 49 ELEMENTS 05 Jupiter                                               | 伊集院北斗（神原大地） | 「素敵にCon grazia!」                                                      | ゲーム『アイドルマスター SideM GROWING STARS』関連曲                                               |
| 12月3日  | THE IDOLM@STER SideM GROWING SIGN@L SOLO COLLECTION 02                                    | 伊集院北斗（神原大地） | 「Inner Dignity」                                                          | ゲーム『アイドルマスター SideM GROWING STARS』関連曲                                               |
| 12月21日 | THE IDOLM@STER SideM GROWING SIGN@L 15 Take a StuMp!                                      | 315 ALLSTARS | 「Take a StuMp!」                                                          | ゲーム『アイドルマスター SideM GROWING STARS』関連曲                                               |
| 2023年   |                                                                                           | |                                                                            | |
| 2月11日  | THE IDOLM@STER SideM UNIT COLLECTION -Take a StuMp!-                                      | Jupiter | 「Take a StuMp!」                                                          | ゲーム『アイドルマスター SideM GROWING STARS』関連曲                                               |
| 3月11日  | 幻想のUtopia/安寧のDystopia                                                               | 天ヶ瀬冬馬（寺島拓篤）、伊集院北斗（神原大地）、都築圭（土岐隼一）、神楽麗（永野由祐）、渡辺みのり（高塚智人）、信玄誠司（増元拓也）、華村翔真（バレッタ裕）、清澄九郎（中田祐矢）、伊瀬谷四季（野上翔）、神谷幸広（狩野翔）、卯月巻緒（児玉卓也）、水嶋咲（小林大紀）、橘志狼（古畑恵介）、舞田類（榎木淳弥）、山下次郎（中島ヨシキ）、円城寺道流（濱野大輝）、兜大吾（浦尾岳大）、九十九一希（比留間俊哉）、葛之葉雨彦（笠間淳）、北村想楽（汐谷文康） | 「安寧のDystopia」                                                         | 舞台『THE IDOLM@STER SideM PASSIONABLE READING SHOW -超常事変〜対立スル正義〜-』エンディングテーマ |
| 10月28日 | THE IDOLM@STER SideM 8th STAGE THEME SONG「Hands & Claps!」                               | 315 ALLSTARS | 「Hands & Claps!」                                                         | ライブイベント『THE IDOLM@STER SideM 8th STAGE 〜ALL H@NDS TOGETHER〜』テーマソング                |
| 10月28日 | THE IDOLM@STER SideM 8th STAGE THEME SONG「Hands & Claps!」                               | 315 STARS（インテリVer.） | 「Hands & Claps!」                                                         | ライブイベント『THE IDOLM@STER SideM 8th STAGE 〜ALL H@NDS TOGETHER〜』テーマソング                |
| 2024年   |                                                                                           | |                                                                            | |
| 2月10日  | 四心争乱 -天地一指-                                                                       | 山下次郎（中島ヨシキ）、葛之葉雨彦（笠間淳）、伊集院北斗（神原大地）、木村龍（濱健人）、円城寺道流（濱野大輝）、天ヶ瀬冬馬（寺島拓篤）、眉見鋭心（大塚剛央）、九十九一希（比留間俊哉）、神楽麗（永野由祐） | 「四心争乱 -天地一指-」                                                    | 朗読劇『THE IDOLM@STER SideM PASSIONABLE READING SHOW 〜天地四心伝〜』主題歌                       |
| 2月10日  | 四心争乱 -天地一指-                                                                       | 伊集院北斗（神原大地）、九十九一希（比留間俊哉） | 「Side 若草」                                                              | 朗読劇『THE IDOLM@STER SideM PASSIONABLE READING SHOW 〜天地四心伝〜』主題歌                       |
| 2月28日  | THE IDOLM@STER SideM CIRCLE OF DELIGHT 06 Jupiter                                         | Jupiter | 「BRIGHTEST AWAKING」 「STAY TUNED ORBIT」                                 | 『アイドルマスター SideM』関連曲                                                                   |
| 5月31日  | THE IDOLM@STER SideM 銚子電気鉄道100周年記念テーマソング「かざぐるま 〜Windy Road〜」     | Jupiter | 「かざぐるま 〜Windy Road〜」                                              | 「銚子電気鉄道」100周年記念テーマソング                                                            |
| 5月31日  | THE IDOLM@STER SideM 銚子電気鉄道100周年記念テーマソング「かざぐるま 〜Windy Road〜」     | 伊集院北斗（神原大地） | 「かざぐるま 〜Windy Road〜」                                              | 「銚子電気鉄道」100周年記念テーマソング                                                            |

### シリーズ一覧
1. ↑  【2011年版『カードファイト!! ヴァンガード』シリーズ】

第2期『アジアサーキット編』（2012年 - 2013年）、第3期『リンクジョーカー編』（2013年 - 2014年）、第4期『レギオンメイト編』（2014年）

【『カードファイト!! ヴァンガードG』シリーズ】

第2期『ギアースクライシス編』（2015年 - 2016年）

【2018年版『カードファイト!! ヴァンガード』シリーズ】

中・高校生編（2018年）、続・高校生編（2019年）
2. ↑  『CONNECT WITH MUSIC! 砂の国の物語』（2024年）、『CONNECT WITH MUSIC! キミの色を魅せつけて』（2024年）

### ユニットメンバー
1. 1 2 3 4 5 6 7 8 9 10 11 12 13 14 15 16 17 18 19 20 21 22  天ヶ瀬冬馬（寺島拓篤）、御手洗翔太（松岡禎丞）、伊集院北斗（神原大地）
2. 1 2 3  蒼井享介（山谷祥生）、蒼井悠介（菊池勇成）
3. 1 2  天ヶ瀬冬馬（寺島拓篤）、御手洗翔太（松岡禎丞）、伊集院北斗（神原大地）、天道輝（仲村宗悟）、桜庭薫（内田雄馬）、柏木翼（八代拓）、都築圭（土岐隼一）、神楽麗（永野由祐）、鷹城恭二（梅原裕一郎）、ピエール（堀江瞬）、渡辺みのり（高塚智人）、伊瀬谷四季（野上翔）、秋山隼人（千葉翔也）、若里春名（白井悠介）、冬美旬（永塚拓馬）、榊夏来（渡辺紘）、蒼井享介（山谷祥生）、蒼井悠介（菊池勇成）、硲道夫（伊東健人）、舞田類（榎木淳弥）、山下次郎（中島ヨシキ）、清澄九郎（中田祐矢）、猫柳キリオ（山下大輝）、華村翔真（バレッタ裕）、握野英雄（熊谷健太郎）、木村龍（濱健人）、信玄誠司（増元拓也）、紅井朱雀（益山武明）、黒野玄武（深町寿成）、神谷幸広（狩野翔）、東雲荘一郎（天﨑滉平）、アスラン＝ベルゼビュートII世（古川慎）、卯月巻緒（児玉卓也）、水嶋咲（小林大紀）、大河タケル（寺島惇太）、円城寺道流（濱野大輝）、牙崎漣（小松昌平）、岡村直央（矢野奨吾）、橘志狼（古畑恵介）、姫野かのん（村瀬歩）、秋月涼（三瓶由布子）、兜大吾（浦尾岳大）、九十九一希（徳武竜也）、葛之葉雨彦（笠間淳）、北村想楽（汐谷文康）、古論クリス（駒田航）
4. 1 2  伊集院北斗（神原大地）、桜庭薫（内田雄馬）、神楽麗（永野由祐）、鷹城恭二（梅原裕一郎）、蒼井享介（山谷祥生）、握野英雄（熊谷健太郎）、猫柳キリオ（山下大輝）、冬美旬（永塚拓馬）、榊夏来（渡辺紘）、黒野玄武（深町寿成）、東雲荘一郎（天﨑滉平）、岡村直央（矢野奨吾）、硲道夫（伊東健人）、山下次郎（中島ヨシキ）、九十九一希（徳武竜也）、葛之葉雨彦（笠間淳）、古論クリス（駒田航）
5. 1 2 3 4 5  天道輝（仲村宗悟）、桜庭薫（内田雄馬）、柏木翼（八代拓）
6. 1 2 3 4 5  鷹城恭二（梅原裕一郎）、ピエール（堀江瞬）、渡辺みのり（高塚智人）
7. 1 2 3 4 5  硲道夫（伊東健人）、舞田類（榎木淳弥）、山下次郎（中島ヨシキ）
8. 1 2 3 4  伊瀬谷四季（野上翔）、秋山隼人（千葉翔也）、若里春名（白井悠介）、冬美旬（永塚拓馬）、榊夏来（渡辺紘）
9. ↑  神谷幸広（狩野翔）、東雲荘一郎（天﨑滉平）、アスラン＝ベルゼビュートII世（古川慎）、卯月巻緒（児玉卓也）、水嶋咲（小林大紀）
10. ↑  岡村直央（矢野奨吾）、橘志狼（古畑恵介）、姫野かのん（村瀬歩）
11. ↑  秋月涼（三瓶由布子）、兜大吾（浦尾岳大）、九十九一希（徳武竜也）
12. ↑  大河タケル（寺島惇太）、円城寺道流（濱野大輝）、牙崎漣（小松昌平）
13. ↑  天ヶ瀬冬馬（寺島拓篤）、御手洗翔太（松岡禎丞）、伊集院北斗（神原大地）、天道輝（仲村宗悟）、桜庭薫（内田雄馬）、柏木翼（八代拓）、都築圭（土岐隼一）、神楽麗（永野由祐）、鷹城恭二（梅原裕一郎）、ピエール（堀江瞬）、渡辺みのり（高塚智人）、伊瀬谷四季（野上翔）、秋山隼人（千葉翔也）、若里春名（白井悠介）、冬美旬（永塚拓馬）、榊夏来（渡辺紘）、蒼井享介（山谷祥生）、蒼井悠介（菊池勇成）、硲道夫（伊東健人）、舞田類（榎木淳弥）、山下次郎（中島ヨシキ）、清澄九郎（中田祐矢）、猫柳キリオ（山下大輝）、華村翔真（バレッタ裕）、握野英雄（熊谷健太郎）、木村龍（濱健人）、信玄誠司（増元拓也）、紅井朱雀（益山武明）、黒野玄武（深町寿成）、神谷幸広（狩野翔）、東雲荘一郎（天﨑滉平）、アスラン＝ベルゼビュートII世（古川慎）、卯月巻緒（児玉卓也）、水嶋咲（小林大紀）、大河タケル（寺島惇太）、円城寺道流（濱野大輝）、牙崎漣（小松昌平）、岡村直央（矢野奨吾）、橘志狼（古畑恵介）、姫野かのん（村瀬歩）、秋月涼（三瓶由布子）、兜大吾（浦尾岳大）、九十九一希（比留間俊哉）、葛之葉雨彦（笠間淳）、北村想楽（汐谷文康）、古論クリス（駒田航）
14. 1 2 3  天ヶ瀬冬馬（寺島拓篤）、御手洗翔太（松岡禎丞）、伊集院北斗（神原大地）、天道輝（仲村宗悟）、桜庭薫（内田雄馬）、柏木翼（八代拓）、都築圭（土岐隼一）、神楽麗（永野由祐）、鷹城恭二（梅原裕一郎）、ピエール（堀江瞬）、渡辺みのり（高塚智人）、伊瀬谷四季（野上翔）、秋山隼人（千葉翔也）、若里春名（白井悠介）、冬美旬（永塚拓馬）、榊夏来（渡辺紘）、蒼井享介（山谷祥生）、蒼井悠介（菊池勇成）、硲道夫（伊東健人）、舞田類（榎木淳弥）、山下次郎（中島ヨシキ）、清澄九郎（中田祐矢）、猫柳キリオ（山下大輝）、華村翔真（バレッタ裕）、握野英雄（熊谷健太郎）、木村龍（濱健人）、信玄誠司（増元拓也）、紅井朱雀（益山武明）、黒野玄武（深町寿成）、神谷幸広（狩野翔）、東雲荘一郎（天﨑滉平）、アスラン＝ベルゼビュートII世（古川慎）、卯月巻緒（児玉卓也）、水嶋咲（小林大紀）、大河タケル（寺島惇太）、円城寺道流（濱野大輝）、牙崎漣（小松昌平）、岡村直央（矢野奨吾）、橘志狼（古畑恵介）、姫野かのん（村瀬歩）、秋月涼（三瓶由布子）、兜大吾（浦尾岳大）、九十九一希（比留間俊哉）、葛之葉雨彦（笠間淳）、北村想楽（汐谷文康）、古論クリス（駒田航）、天峰秀（伊瀬結陸）、花園百々人（宮﨑雅也）、眉見鋭心（大塚剛央）
15. 1 2  伊集院北斗（神原大地）、桜庭薫（内田雄馬）、神楽麗（永野由祐）、鷹城恭二（梅原裕一郎）、蒼井享介（山谷祥生）、握野英雄（熊谷健太郎）、猫柳キリオ（山下大輝）、冬美旬（永塚拓馬）、榊夏来（渡辺紘）、黒野玄武（深町寿成）、東雲荘一郎（天﨑滉平）、岡村直央（矢野奨吾）、硲道夫（伊東健人）、山下次郎（中島ヨシキ）、九十九一希（比留間俊哉）、葛之葉雨彦（笠間淳）、古論クリス（駒田航）、天峰秀（伊瀬結陸）